# Bounty Day

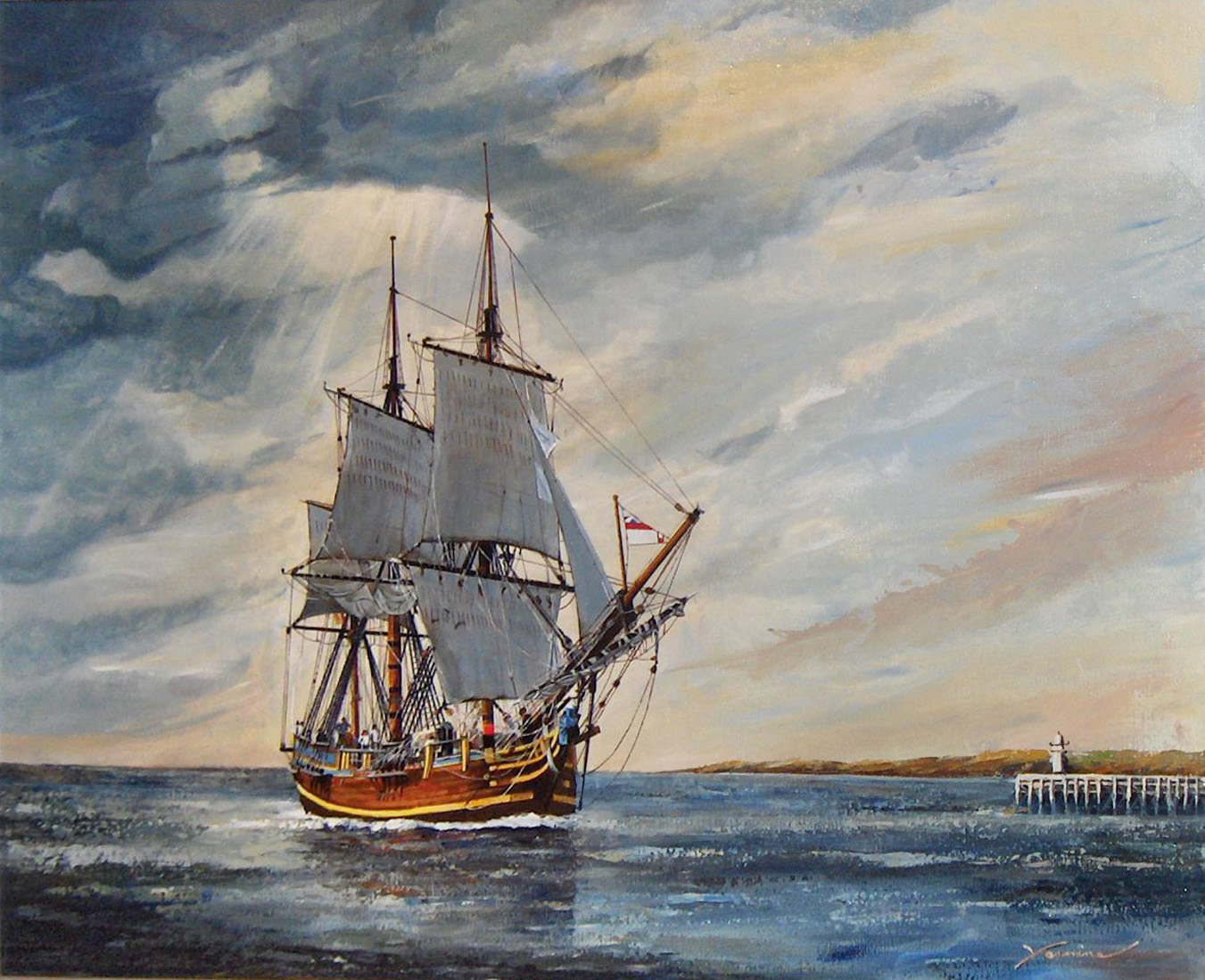
HMS Bounty, segundo a qual era a festa chamada (2009)

Bounty Day é um feriado em ambos na Ilha Pitcairn, destino dos amotinados do HMS Bounty, na ilha Norfolk. É comemorado em 23 de janeiro em Pitcairn, e em 8 de junho na Ilha Norfolk, no dia em que os descendentes dos amotinados chegaram à ilha. É nomeado para Bounty, embora o navio nunca viu a Ilha Norfolk.

## Ilha Pitcairn
Bounty Day é comemorado na Ilha Pitcairn em 23 de Janeiro, em comemoração da queima de Bounty pelos amotinados em 1790. réplicas modelo, feita pelos ilhéus, são queimados.

## Ilha Norfolk
Bounty Day é o feriado nacional da Ilha Norfolk, comemorado anualmente em 8 de Junho, em memória da chegada dos habitantes de Pitcairn na Ilha Norfolk, em 1856. Antes de 08 de junho de 1856, Ilha Norfolk tinha sido uma colônia penal , mas os habitantes de Pitcairn recebeu concessões de terra (da Rainha Victoria) após a sua chegada a Ilha Norfolk em 1856.

### Sequência de Eventos
Bounty Day começa com uma reencenação do desembarque dos habitantes de Pitcairn para baixo no cais Kingston. Os habitantes de Pitcairn são recebidos pelo Administrador e sua esposa, e do cais marcham para o cenotáfio onde estavam coroas de flores em memória. A partir do cenotáfio eles então marchar para o cemitério onde hinos são cantados. Em seguida, eles passam a Casa do Governo, onde uma família de sobrenome de Quintal, Evans, McCoy, Buffett, Adams, Nobbs, Christian ou Young (sendo descendentes dos amotinados dessa laia) é atribuído o título de "Family of the Year". As crianças rolam para baixo da colina em frente da Casa do Governo, após o qual toda a procissão viaja para o composto onde as crianças jogar e participar de uma festa de celebração. Finalmente, todo mundo volta para casa para se preparar para a Bounty Ball, em que há uma competição em maior celebração de Bounty Day.